# Impéria (statue)
Pour les articles homonymes, voir Imperia.
Imperia est une statue située à l'entrée du port de Constance en Allemagne, commémorant le Concile de Constance qui y a eu lieu entre 1414 et 1418. 
La statue en béton mesure 9 m de haut pour un poids de 18 tonnes, et repose sur un piédestal qui tourne autour de son axe une fois toutes les quatre minutes. Elle a été créée par Peter Lenk et érigée en 1993.
Imperia montre une femme tenant deux petits hommes assis sur ses mains. Les deux hommes pourraient représenter le pape Martin V et l'empereur Sigismond. Martin V a été élu pendant le Concile tandis que Sigismond représente la puissance séculaire. Tous les deux sont nus excepté les symboles de leur puissance. L'interprétation du sculpteur qui les a créés est plus générale: 
« ... Les personnes de l'Imperia ne sont pas le pape ni l'empereur, mais des saltimbanques qui se sont emparés des insignes du pouvoir séculaire et spirituel. Libre à l'interprétation historique de l'observateur de dire dans quelle mesure les vrais papes et empereurs ont été, eux aussi, des saltimbanques. ... »
(Peter Lenk dans une interview (en allemand) avec Jasmin Hummel (1))
La femme représente une courtisane italienne, Imperia La Divine, née en 1485 à Ferrare. Bien que l'historique Imperia n'ait jamais visité Constance, elle est liée au concile qui a eu lieu bien avant sa naissance par une nouvelle d'Honoré de Balzac, La Belle Impéria. L'histoire est une satire dure de la morale du clergé catholique, où Impéria séduit des cardinaux et des princes et a le pouvoir sur eux.

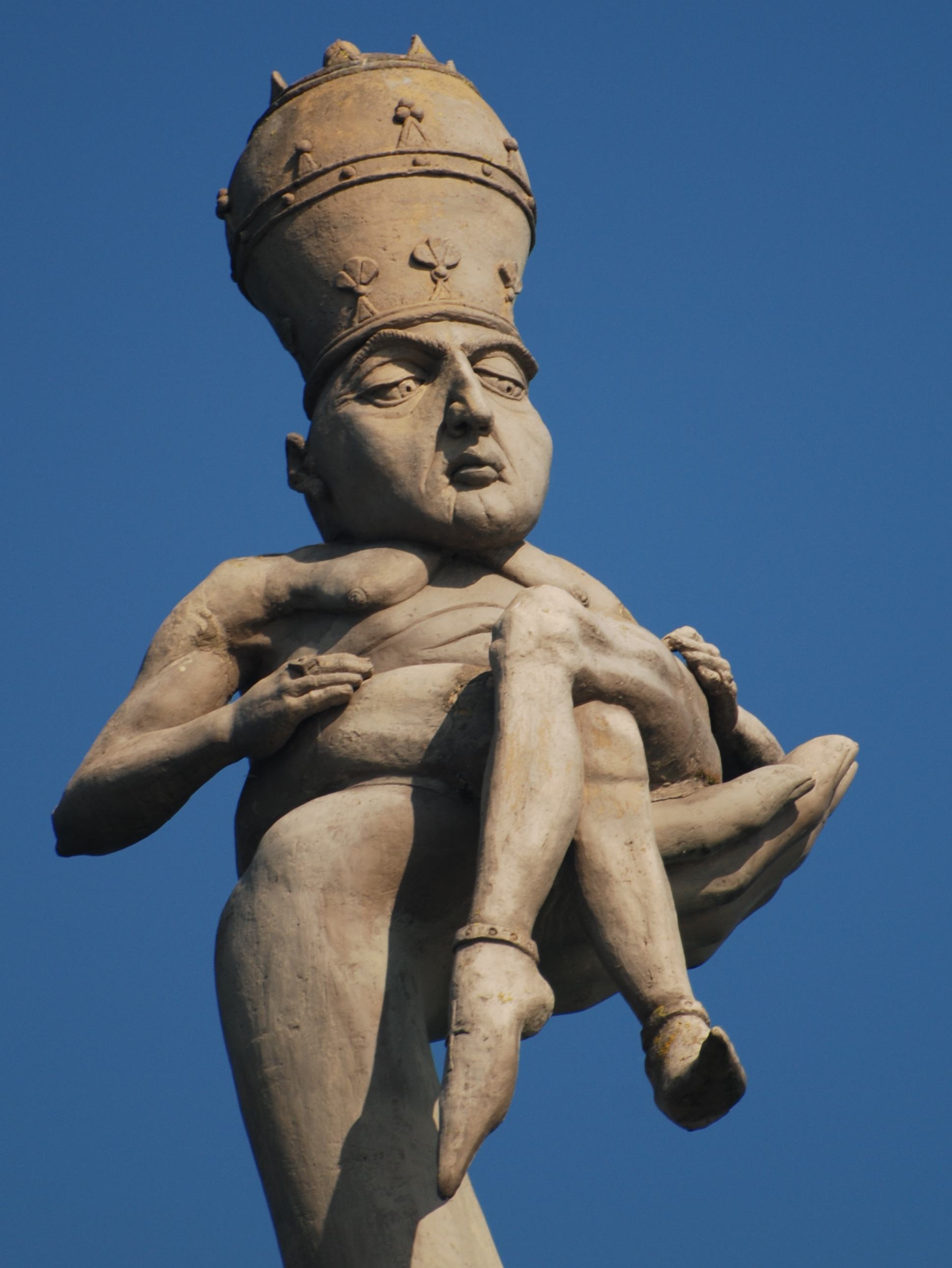
Détail du pape
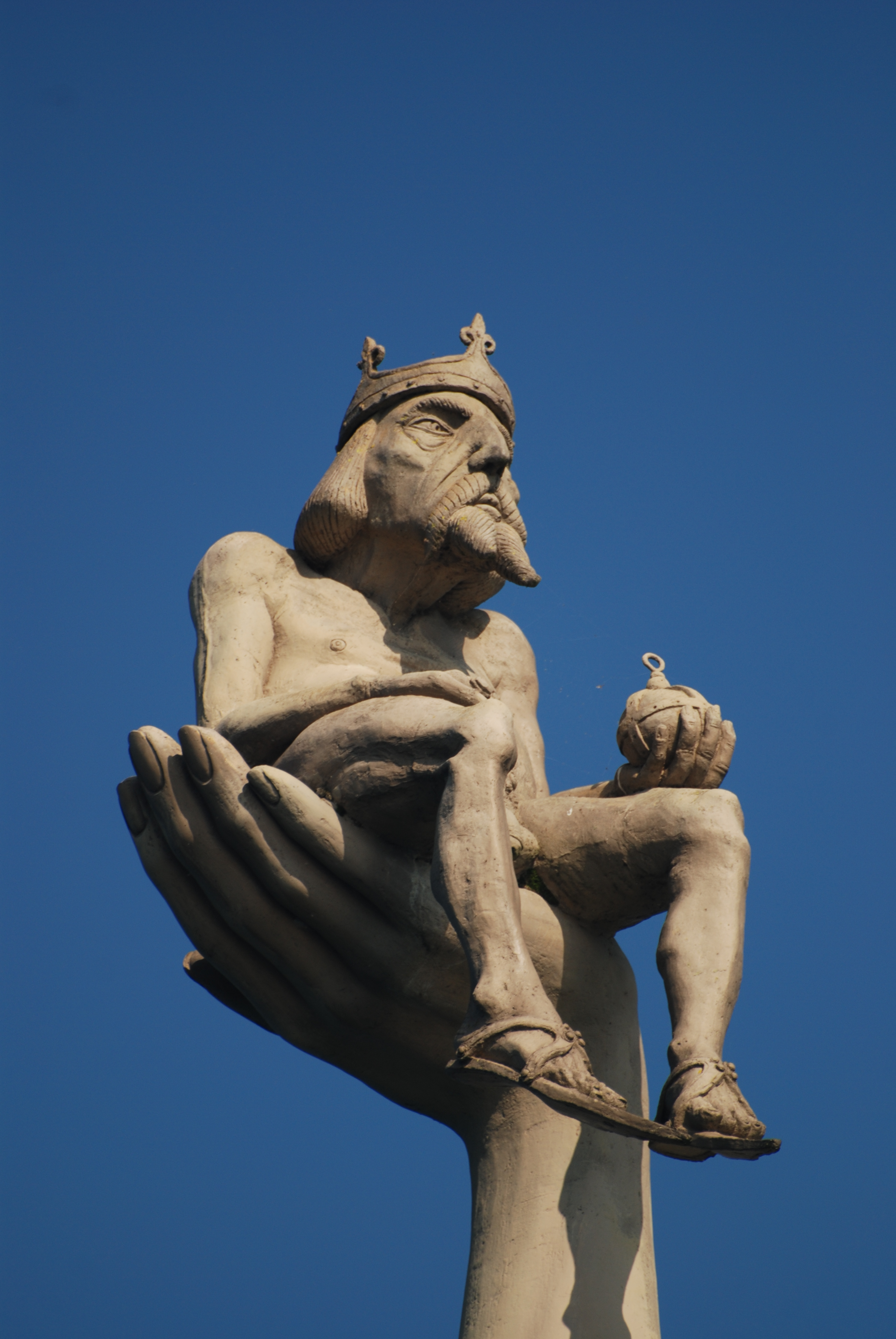
Détail de l'empereur